# Aruba ai Giochi della XXVI Olimpiade
Aruba partecipò ai Giochi della XXVI Olimpiade, svoltisi ad Atlanta, Stati Uniti, dal 19 luglio al 4 agosto 1996, con una delegazione di 3 atleti impegnati in tre discipline.

## Delegazione
| Sport             | Uomini | Donne | Totale |
| ----------------- | ------ | ----- | ------ |
| Atletica leggera  | 1      | 0     | 1      |
| Ciclismo          | 1      | 0     | 1      |
| Sollevamento pesi | 1      | 0     | 1      |
| Totale            | 3      | 0     | 3      |

## Risultati

### Atletica leggera
| Q | Qualificato al turno successivo per la posizione in qualificazione                                                           |
| q | Qualificato per il turno successivo per ripescaggio o, negli eventi su campo, conquistando la misura minima per qualificarsi |

Eventi su pista e strada
| Atleta         | Evento          | Batterie  | Batterie  | Quarti di finale | Quarti di finale | Semifinale      | Semifinale      | Finale          | Finale          |
| Atleta         | Evento          | Risultato | Posizione | Risultato        | Posizione        | Risultato       | Posizione       | Risultato       | Posizione       |
| -------------- | --------------- | --------- | --------- | ---------------- | ---------------- | --------------- | --------------- | --------------- | --------------- |
| Miguel Janssen | 200 metri piani | 21"72     | 69º       | non qualificato  | non qualificato  | non qualificato | non qualificato | non qualificato | non qualificato |

### Ciclismo

#### Ciclismo su strada
| Atleta        | Evento         | Tempo        | Posizione    |
| ------------- | -------------- | ------------ | ------------ |
| Lucien Dirksz | Corsa in linea | non arrivato | non arrivato |

### Sollevamento pesi
| Atleta     | Evento | Strappo   | Strappo    | Slancio   | Slancio    | Totale | Classifica |
| Atleta     | Evento | Risultato | Classifica | Risultato | Classifica | Totale | Classifica |
| ---------- | ------ | --------- | ---------- | --------- | ---------- | ------ | ---------- |
| Junior Far | –76 kg | 112,5 kg  | 22º        | 137,5 kg  | 21º        | 250 kg | 21º        |